# Cámara de Representantes de Arkansas
La Cámara de Representantes de Arkansas es la Cámara Baja de la Asamblea General de Arkansas, la legislatura estatal de Arkansas. La Cámara está compuesta por 100 miembros: cada distrito tiene una población promedio de 29 159 según el censo de 2010. Los miembros son elegidos por períodos de dos años y, desde la enmienda de 2014 a la Constitución de Arkansas, se limitan a dieciséis años acumulativos en cualquiera de las cámaras.
La Cámara de Representantes de Arkansas se reúne anualmente, en sesión regular en años impares y para una sesión fiscal en años pares, en el Capitolio estatal, en Little Rock.

## Liderazgo
El presidente de la Cámara preside el cuerpo y es elegido por los miembros cada dos años. Sus deberes incluyen la supervisión y dirección del orden del día, reconocer a los miembros para hablar, preservar el orden en la Cámara, decidir todas las cuestiones de orden y pertinencia, certificar todas las medidas aprobadas y asignar el liderazgo de los comités. En ausencia del presidente, el presidente pro tempore preside.

## Comités
La Cámara tiene 10 comités permanentes:
Clase A
- Educación
- Judicial
- Salud Pública, Bienestar y Trabajo
- Transporte público
- Ingresos y Tributación

Clase B
- Envejecimiento, Niños y Jóvenes, Asuntos Legislativos y Militares
- Agricultura, silvicultura y desarrollo económico
- Ciudad, Condado y Asuntos Locales
- Seguros y Comercio
- Agencias Estatales y Asuntos Gubernamentales